# 久佐村
久佐村（くざむら）は、島根県那賀郡にあった村。現在の浜田市の一部にあたる。

## 地理
- 河川：周布川、浜田川、下府川、敬川、久佐川、家古屋川、昭見川[1]

## 歴史
- 1889年（明治22年）4月1日、町村制の施行により、那賀郡久佐村が単独で村制施行し、久佐村が発足[1][2]。
- 1923年（大正12年）2月11日 - 那賀郡美又村、伊南村（一部、大字宇津井・佐野）と合併し今福村を新設して廃止された[1][2]。